# 哈旺根
哈旺根是德国巴伐利亚州的一个市镇。总面积14.51平方公里，总人口1254人，其中男性634人，女性620人（2011年12月31日），人口密度86人/平方公里。